# 4 Геркулеса
4 Геркулеса (лат. 4 Herculis), V839 Геркулеса (лат. V839 Herculis), HD 142926 — тройная звезда в созвездии Геркулеса на расстоянии приблизительно 554 световых лет (около 170 парсек) от Солнца. Видимая звёздная величина звезды — от +5,84m до +5,74m.

## Характеристики
Первый компонент — бело-голубая переменная Be-звезда (BE) спектрального класса B7IV-B7Ve, или B8, или B9V, или B9pe. Масса — около 4,334 солнечной, радиус — около 3,934 солнечного, светимость — около 408,319 солнечной. Эффективная температура — около 14350 K.
Второй компонент. Орбитальный период — около 45,862 суток. Удалён не менее чем на 0,0331 а.е..
Третий компонент — коричневый карлик. Масса — около 17,01 юпитерианской. Удалён в среднем на 2,438 а.е..